# Дембицкий, Витольд
Витольд Дембицкий (пол. Witold Dębicki; род. 3 мая 1943) — польский актёр театра, кино, радио, телевидения и кабаре.

## Биография
Витольд Дембицкий родился в д. Дубно, в Бельском повяте (Подляское воеводство Польши, тогда — во время второй мировой войны — Округ Белосток). Дебютировал в кино в 1964, в театре в 1967 году. Актёрское образование получил в Государственной высшей театральной школе (теперь Театральная академия им. А. Зельверовича) в Варшаве, которую окончил в 1967 году. Актёр театров в Торуне, Варшаве и Познани, выступал также в телевизионном кабаре. С 1970 года выступает в спектаклях «театра телевидения» и «театра Польского радио».

## Избранная фильмография
- 1964 — Жизнь ещё раз / Życie raz jeszcze
- 1965 — Один в городе / Sam pośród miasta
- 1966 — Жареные голубки / Pieczone gołąbki
- 1966 — Брак по расчёту / Małżeństwo z rozsądku
- 1966 — Давай любить сиренки / Kochajmy syrenki
- 1967 — Вестерплатте / Westerplatte
- 1968 — Привет, капитан / Cześć kapitanie
- 1970 — Пейзаж с героем / Pejzaż z bohaterem
- 1971 — Агент № 1 / Agent nr 1
- 1972 — Нужно убить эту любовь / Trzeba zabić tę miłość
- 1973 — Большая любовь Бальзака / Wielka miłość Balzaka (только в 1-й серии)
- 1973 — Чёрные тучи / Czarne chmury
- 1974 — Самый важный день жизни / Najważniejszy dzień życia (только в 6-й серии)
- 1974 — Сколько той жизни / Ile jest życia (только в 12-й серии)
- 1975 — Директора / Dyrektorzy (только в 6-й серии)
- 1976 — Сохранить город / Ocalić miasto — «Скорпион», солдат АК
- 1983 — Альтернативы 4 / Alternatywy 4
- 1984 — Планета портной / Planeta krawiec
- 1985 — Медиум / Medium
- 1986 — Предупреждения / Zmiennicy
- 1989 — Пан Клякса в космосе / Pan Kleks w kosmosie
- 1991 — Пограничье в огне / Pogranicze w ogniu
- 1992 — Виновность невиновного, или Когда лучше спать / Coupable d'innocence ou Quand la raison dort
- 1993 — Ветер с востока / Vent d'est
- 1995—1998 — Экстрадиция / Ekstradycja
- 1999 — Последняя миссия / Ostatnia misja
- 2008 — Дамочки / Lejdis
- 2010 — Крылатые свиньи / Skrzydlate świnie
- 2011 — Чёрный четверг / Czarny czwartek
- 2012 — Облава / Obława

## Признание
- 1999 — Награда за роль — V Всепольский конкурс на постановку современной польской пьесы.
- 2004 — Гран-при — 44-е Калишские театральные встречи.